# Loučky (Zátor)

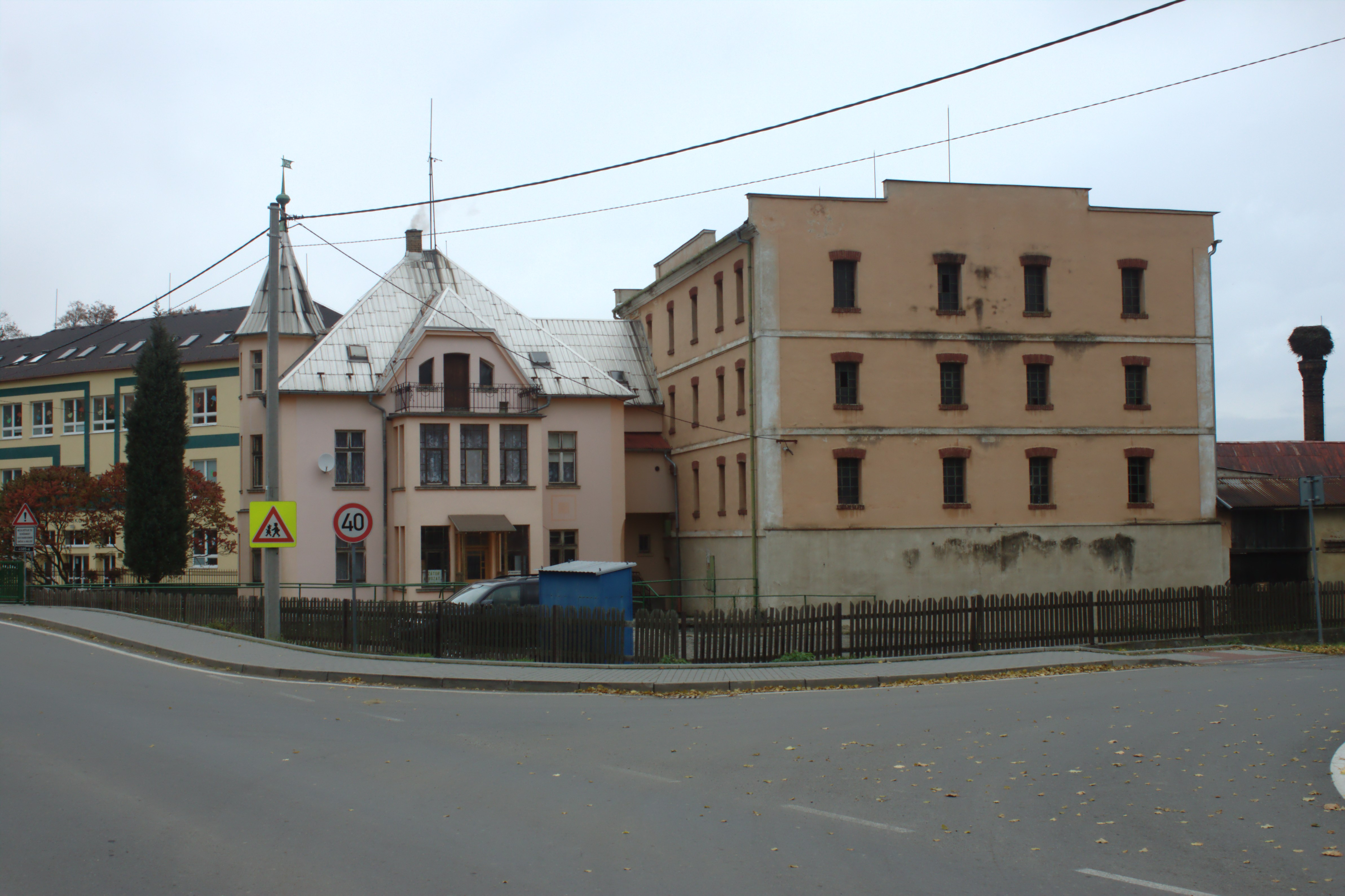
Häuser im Ortszentrum

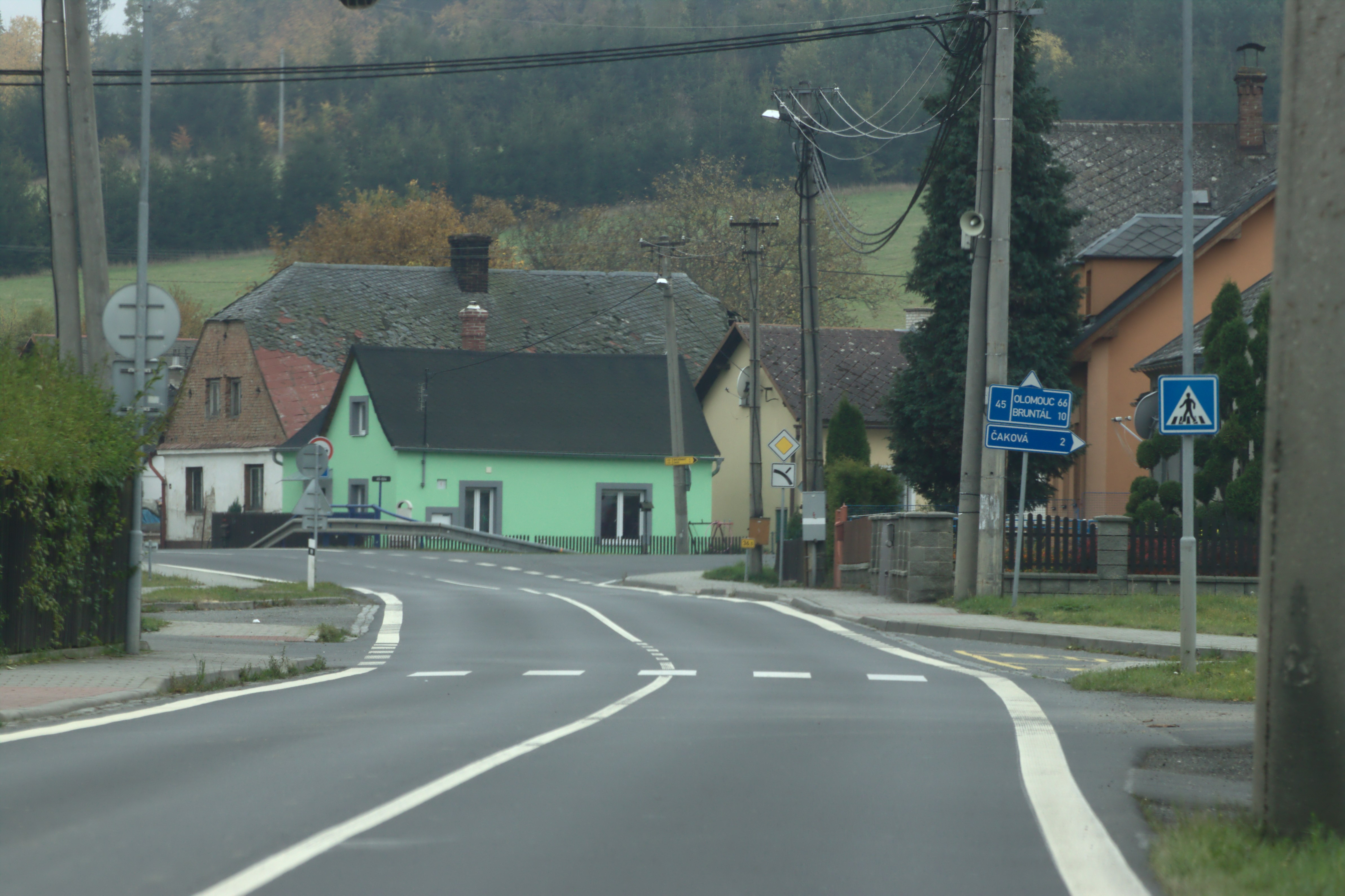
Staatsstraße I/45

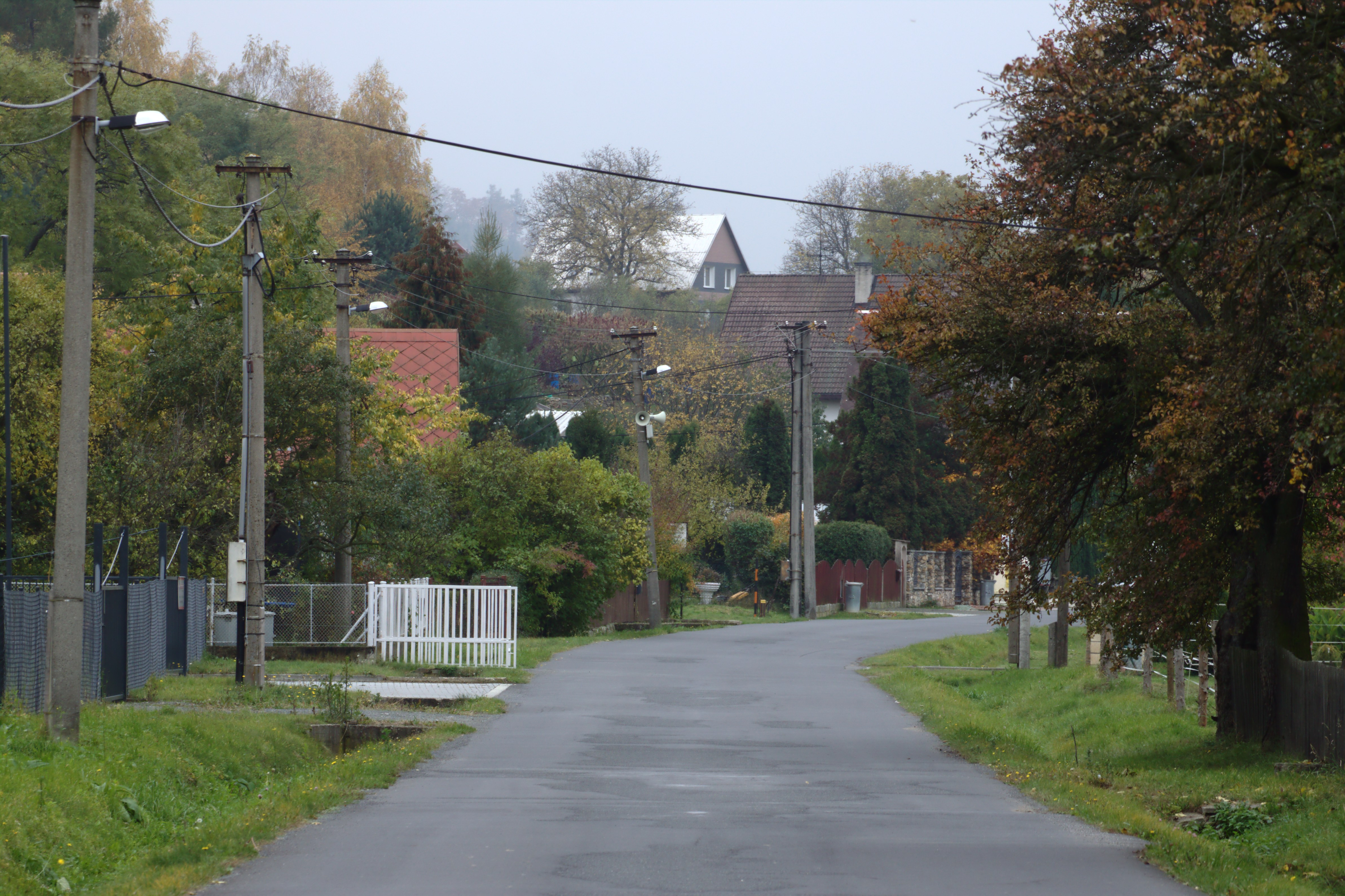
Dorfstraße

Loučky (deutsch Wiese) ist ein Ortsteil der Gemeinde Zátor (Seifersdorf) in Tschechien. Er liegt zehn Kilometer südwestlich von Krnov (Jägerndorf) und gehört zum Okres Bruntál.

## Geographie
Der als Hufendorf angelegte Ort Loučky befindet sich in der Brantická vrchovina (Bransdorfer Hügelland) im Tal der Opava, der im Ort die Bäche Čakovský potok (Friedersdorfer Bach), Hradský potok (Schnabelgrundbach) und Zátoráček (Seifersdorfer Bach) zufließen. Durch Loučky verläuft die Staatsstraße I/45 zwischen Bruntál (Freudenthal) und Krnov. Nördlich erheben sich der Radimský kopec (Radner Berg, 638 m. n.m.) und die Vinice (470 m. n.m.), im Nordosten der Dubový vrch (Eichberg, 529 m. n.m.), östlich der Na Hranici (514 m. n.m.), die Dubina (505 m. n.m.), der Kamenný vrch (Steinberg, 531 m. n.m.) und der Schwarzberg (548 m. n.m.), im Südosten der Srnčí (565 m. n.m.), südlich der Holubí vrch (Kalte Eck, 599 m. n.m.) und der Zadní vrch (Hinterberg, 566 m. n.m.), im Südwesten der Křížový vrch (Kreuzberg, 500 m. n.m.), westlich der Ostroh (Schneiderberg, 528 m. n.m.) sowie im Nordwesten der Zátorský vrch (513 m. n.m.).
Nachbarorte sind Radimek (Neu Raden) und Radim (Groß Raden) im Norden, Brantice (Bransdorf) im Nordosten, Láryšov (Larischau) und Dubnice (Taubnitz) im Osten, Lichnov (Lichten) im Südosten, Zátor im Süden, Nové Heřminovy (Neu Erbersdorf) und Kunov (Kunau) im Südwesten, Čaková (Friedersdorf) im Westen sowie Krasov (Kronsdorf) im Nordwesten.

## Geschichte
Die erste schriftliche Erwähnung von Loučky erfolgte im Jahre 1431. In der zweiten Hälfte des 15. Jahrhunderts verkaufte Johann von Kralitz die Feste Sator inklusive der Dörfer Breitenau, Seifersdorf, Wiese, Friedersdorf sowie Lichnow an Johann von Woschütz. Dessen Söhne verkauften die Herrschaft Sator zu Beginn des 16. Jahrhunderts an den Herzog von Jägerndorf und behielten nur Lichnow und Taubnitz. Fortan gehört das Dorf zu den Gütern der Jägerndorfer Kammer. In der Umgebung des Dorfes wurde eine Zeitlang Eisenerz für die Karlsthaler Eisenhammer|Eisenhämmer gefördert. Ab 1523 besaßen die Hohenzollern das Herzogtum, 1623 fiel es den Fürsten von Liechtenstein zu. Im Jahre 1790 lebten in den 90 Häusern von Wiese 549 deutschsprachige Personen; in der Ortschaft gab es eine Schänke, eine Brennerei, eine Schmiede, ein Forsthaus, zwei Mühlen und etliche Bleichen. Auf dem Burgberg im Wald über dem Dorf waren noch die Mauerreste der Burg Sator deutlich sichtbar. Beim Oppahochwasser von 1813 wurde Wiese gänzlich überschwemmt und Häuser und Felder zerstört.
Im Jahre 1835 bestand Wiese aus 95, überwiegend aus gebrannten Ziegeln errichteten, Häusern mit 593 katholischen und deutschsprachigen Einwohnern, die von Ackerbau, Garnspinnerei, Leinweberei, Bleicherei, Fuhrdiensten, Holz- und Garnhandel lebten. Im Ort gab es zehn Bauern, 22 Gärtner, 55 Häusler und einen Erbrichter. Die Wasserkraft der Oppa wurde zum Betrieb von zwei zweigängigen Mahlmühlen und einer Ölpresse genutzt. Außerdem befand sich bei Wiese ein Sauerbrunnen, der jedoch wegen des gehaltvolleren Seifersdorfer Sauerbrunnens kaum Bedeutung erlangte. Außer den üblichen Privilegien besaß das Erbgericht noch eine berechtigte Schmiede sowie eine Fleischer- und Bäckerbank. Pfarr- und Schulort war Seifersdorf. Die Nutzfläche umfasste 338 Joch Ackerland, 320 Joch Waldungen, 263 Joch Hutweiden und 74 Joch Wiesenland. Bis zur Mitte des 19. Jahrhunderts gehörte Wiese zu den herzoglichen Kammergütern.
Nach der Aufhebung der Patrimonialherrschaften bildete Wiese / Loučky ab 1850 eine Gemeinde im Gerichtsbezirk Jägerndorf. Ab 1869 gehörte Wiese zum Bezirk Jägerndorf. Zu dieser Zeit hatte das Dorf 705 Einwohner und bestand aus 101 Häusern. Zum Ende des 19. Jahrhunderts entstand in Wiese eine Stärkefabrik. Im Jahre 1900 lebten in Wiese 695 Personen, 1910 waren es 698. Ein durch einen Wolkenbruch ausgelöstes Oppahochwasser überflutete die Dörfer Erbersdorf und Wiese am 10.–11. Juli 1913 und hinterließ enorme Schäden. Beim Zensus von 1921 lebten in den 141 Häusern der Gemeinde Wiese / Loučky 770 Personen, darunter 733 Deutsche und drei Tschechen. Im Jahre 1930 bestand Wiese aus 164 Häusern und hatte 825 Einwohner. Nach dem Münchner Abkommen wurde Wiese 1938 dem Deutschen Reich zugesprochen und gehörte bis 1945 zum Landkreis Jägerndorf. Die Wehrmacht marschierte am 7. Oktober 1938 von Jägerndorf aus in den Ort ein; am selben Tag fuhr auch Hitler auf der Bezirksstraße nach Freudenthal durch Wiese und wurde dabei von der Bevölkerung freudig begrüßt. 1939 hatte die Gemeinde 790 Einwohner. Nach dem Ende des Zweiten Weltkrieges kam Loučky 1945 zur Tschechoslowakei zurück; die deutschsprachige Bevölkerung wurde größtenteils vertrieben und der Ort mit Tschechen wiederbesiedelt. 1949 wurde ein gemeinsamer örtlicher Nationalausschuss (MNV) für Zátor und Loučky gebildet; seit 1950 ist Loučky nach Zátor eingemeindet. Im Jahre 1950 hatte Loučky nur noch 551 Einwohner und bestand aus 137 Häusern. 1961 wurde das Dorf in den Okres Bruntál umgegliedert. Im Jahre 1970 hatte Loučky 534 Einwohner, 1991 waren es 633. Beim Zensus von 2011 lebten in den 191 Wohnhäusern von Loučky wiederum 633 Personen.

## Ortsgliederung
Der Ortsteil Loučky bildet den Katastralbezirk Loučky u Zátoru.

## Söhne und Töchter des Ortes
- Johann Rudolf Kutschker (1810–1881), katholischer Geistlicher und Erzbischof von Wien
- Franz Kandler (1878–1957), österreichischer Politiker

## Sehenswürdigkeiten
- Burgruine Zátor, nordwestlich des Dorfes auf dem Bergsporn Burgberg über dem Tal des Hradský potok
- Kapellenruine, im Garten des Hauses Nr. 122